# Parrya stenoloma
Parrya stenoloma är en korsblommig växtart som beskrevs av Alexander Gustav von Schrenk, Fisch., C.A. Mey. och Avé-lall. Parrya stenoloma ingår i släktet Parrya och familjen korsblommiga växter. Inga underarter finns listade i Catalogue of Life.